# Aeolodon
Aeolodon priscus
Genre
Genre
Synonymes
- † Steneosaurus priscus (von Soemmering, 1814)
- † Palaeosaurus priscus Geoffroy Saint-Hilaire, 1833

Aeolodon est un genre éteint de crocodyliformes téléosauridés qui a vécu du Jurassique supérieur, plus précisément au Tithonien. Ses fossiles sont connus en Europe de l'Ouest.
Une seule espèce est rattachée au genre, Aeolodon priscus. 

## Présentation
L'holotype a été découvert à Daiting en Bavière dans la même carrière d'où l'holotype de Geosaurus giganteus a été extrait. Un spécimen de plus grande taille (3,50 mètres contre environ 2 mètres pour l'holotype), nommé Steneosaurus priscus, a été décrit en 1980 dans le sud-est de la France, dans le Lagerstätte de Canjuers d'âge Tithonien inférieur,.

## Classification
Aeolodon priscus a d'abord été rattaché au genre Steneosaurus. 
En 2019, D. Foffa et ses collègues conduisent une analyse phylogénétique, qui l'éloigne de ce genre et le place en groupe frère d'un nouveau genre de téléosauridés longirostres, connu également en Allemagne et en France mais d'un âge un peu plus ancien (Kimméridgien), Bathysuchus megarhinus.
Selon Paleobiology Database, en 2022, Steneosaurus est un genre distinct.